# Testament de Salomon
Pour les articles homonymes, voir Salomon.

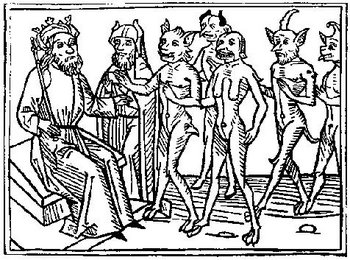
Des démons se présentent à Salomon. Le personnage habillé en arrière plan est Moïse, reconnaissable à ses « cornes ». Cependant, la présence de ce dernier n'est pas narrée dans le texte.

Le Testament de Salomon est un texte pseudépigraphique attribué au roi des Juifs Salomon de Jérusalem, qui aurait vécu au Xe siècle av. J.-C. Selon divers auteurs critiques, le texte a en fait été composé entre le IIe et le Ve siècle apr. J.-C. par un juif hellénisé ou par un chrétien.
Le Testament de Salomon est un récit décrivant comment Salomon a pu construire son Temple en commandant aux démons grâce à un anneau magique que lui a confié Dieu. Le texte mêle différents éléments astrologiques, démonologiques et magiques et de nombreux personnages issus de croyances religieuses sont présents ou évoqués. 
Le Testament de Salomon fait partie d'une longue tradition d'œuvres décrivant le roi Salomon comme un sorcier ayant reçu à l'origine ses pouvoirs de Dieu. En outre, il a également pu inspirer, par certains de ses thèmes, d'autres œuvres ne contenant pas le souverain. 

## Datation(s) et auteur(s)
La datation du Testament de Salomon n'est pas aisée, comme l'attestent les avis divergents de différents auteurs spécialisés dans les domaines respectivement des études bibliques, de la théologie, des études hébraïques et judaïques et de l'histoire du Moyen Âge. Cependant, ces auteurs s'accordent sur une fourchette d'écriture entre le IIe et le Ve siècle apr. J.-C. En partant du plus large au plus restreint : le théologien Frederick Cornwallis Conybeare pense que la rédaction du Testament de Salomon ne s'est pas effectuée au-delà du Ve siècle ; l'historien médiéviste Julien Véronèse estime que ce texte a été rédigé « entre le IIe et le Ve s. » ; Claude Lecouteux, historien médiéviste également, restreint davantage le champ possible d'écriture en invoquant le IIIe ou le IVe siècle; enfin, le professeur en Hebrew Studies, Pablo Antonio Torijano considère que le texte est apparu autour du IVe siècle, tandis que le bibliste André Paul ou l'Encyclopaedia Universalis expriment plutôt l'idée du IIIe siècle pour l'écriture initiale,. Cependant, André Paul ajoute que le récit du Testament de Salomon s'inspire de fragments ou d'une première mouture provenant de l'an 100.
Au sujet de l'auteur ou des auteurs de ce texte, les experts des domaines susmentionnés ont également des opinions contrastées. Frederick Cornwallis Conybeare avance qu'il s'agit d'un juif connaissant la culture grecque. Tandis qu'André Paul et l'Encyclopaedia Universalis nous disent que le texte est « composé par un chrétien à partir d'un fond juif »,. Enfin, Julien Véronèse va dans le sens de cette dernière affirmation en déclarant que le texte est « élaboré en contexte chrétien ».

## Résumé

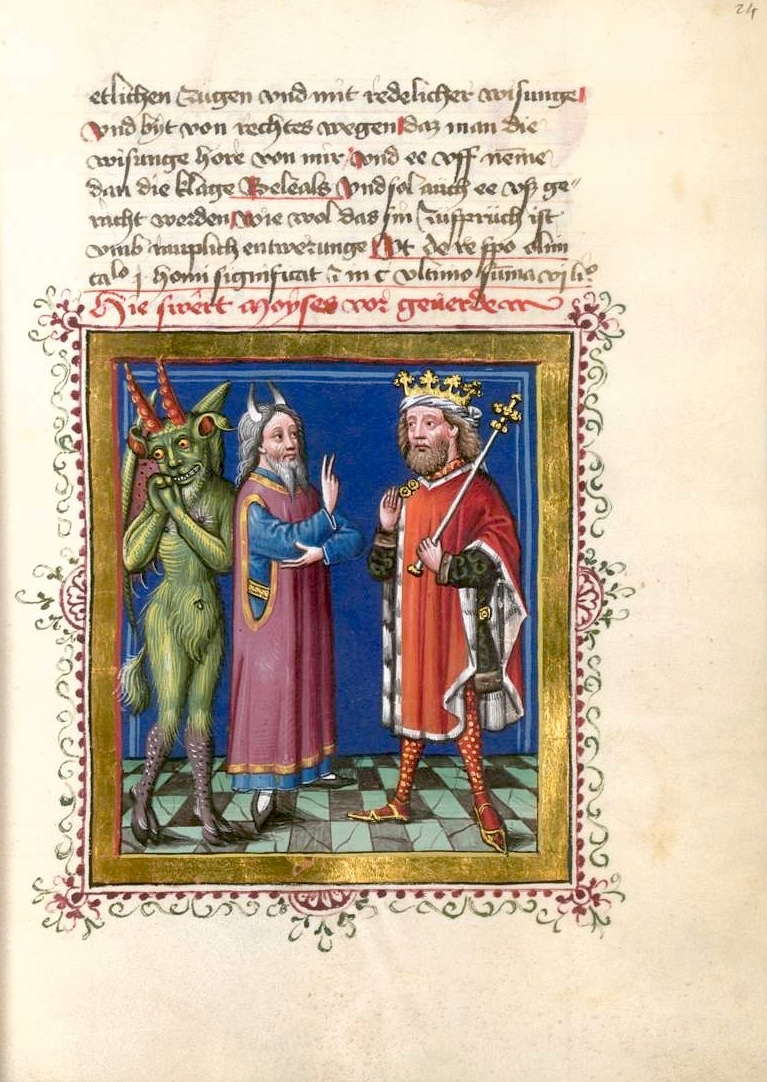
Salomon reçoit un démon en présence de Moïse.

Le Testament de Salomon commence par une brève biographie du roi des Juifs Salomon : il rappelle notamment que Dieu aurait donné à Salomon une sagesse et un savoir très étendus à propos de tout, comme cela était déjà narré notamment dans les textes bibliques du Premier Livre des Rois, du Deuxième Livre des Chroniques et du Livre de la Sagesse. Puis, le premier narrateur affirme que la suite du récit, qui se déroule lors de la construction du Temple de Jérusalem, est de la main de Salomon. L'histoire est la suivante :
Salomon reçoit un jeune garçon qui n'est autre que le fils du chef de chantier du Temple. Ce garçon vient se plaindre au roi du fait qu'un démon lui dérobe toutes les nuits la moitié de son salaire et de sa nourriture. Salomon prie alors Dieu pour que celui-ci lui octroie la puissance pour maitriser ce démon. Dieu lui répond par le biais d'un archange qui offre à Salomon un anneau comportant une pierre gravée d'un sceau (le Sceau de Salomon : un Pentalpha, soit « cinq A » mêlés qui dessinent une étoile) ; cet anneau permet de contrôler et d'emprisonner les démons. Salomon demande alors au garçon de jeter l'anneau sur le démon pour l'emmener devant lui ; le garçon s'exécute malgré les protestations du démon. Salomon interroge le démon sur son identité et sur le signe zodiacal qui le gouverne ; le démon répond et dévoile aussi d'autres propriétés qui lui sont propres tels que ses nuisances, ses transformations, son maître et de quel archange il descend. Salomon, avec l'appui de l'archange tutrice du démon, décide de condamner le démon à travailler à la construction du Temple au taillage des rocs ; il oblige aussi le démon à faire venir grâce à l'anneau « le prince de tous les démons [...] l'exarque des démons », à savoir Belzébuth. Ce dernier jure à Salomon de convoquer devant le roi tous les démons. À partir de là, le récit se poursuit de la manière suivante : Salomon invoque un démon l'un après l'autre, ceux-ci ont souvent quelque apparence animale, d'abord celui-ci présente ses caractéristiques (origine, endroits préférés, méfaits produits, étoile et ange auxquels il est subordonné...) et peut aussi prédire l'avenir ou prodiguer des conseils magiques au roi, puis, Salomon choisit soit d'employer le démon pour le chantier du Temple (par exemple pour fabriquer les cordages ou pour soutenir une colonne) soit il opte pour enfermer le démon dans l'anneau. Pour conclure, le Testament de Salomon se termine par l'évocation de Salomon de l'apogée de son royaume puis par son déclin déclenché par la mauvaise conduite du roi notamment à cause de l'influence des démons. Le texte finit sur la morale que Salomon veut transmettre à travers ce « testament » : il faut éviter de sortir du « droit chemin », sous peine de conséquences funestes.

## Possibles reprises de thèmes par des œuvres ultérieures
A propos du personnage de Salomon, des textes comme par exemple, le Traité magique de Salomon ou Hygromancie, les Clavicules de Salomon, le Lemegeton, ou Le Grand grimoire, dont les datations et auteurs sont également incertains, réaffirment Salomon en tant que sorcier en étendant encore davantage ses pouvoirs,,,. Cette accumulation de textes érigeant Salomon comme un maître des forces occultes a encore un impact aujourd'hui, notamment dans des œuvres de fictions. Par exemple, l'écrivain britannique John Ronald Reuel Tolkien dans Le Seigneur des anneaux, aurait créé le personnage du mage Saroumane par rapport à Salomon, selon un site de passionnés de Tolkien « le nom de Saroumane est une subtile transformation de celui de Salomon » (en anglais original : Saruman / Solomon).
Également, le Testament de Salomon serait à l'origine du conte-type intitulé L'Esprit dans la bouteille, un récit comportant l'élément narratif de l'objet renfermant une entité surnaturelle possédant des pouvoirs et connaissances,. La version la plus connue de ce conte-type est l'histoire d’Aladin ou la Lampe merveilleuse, ou celle du pieux pêcheur qui a eu la malencontreuse idée de retirer un vase « hanté » de la mer. On peut aussi citer la franchise Pokémon dont le nom signifie « monstres de poches » (contraction de poketto monsutaa) et dont l'utilisation des Poké Balls est similaire à celle de l'anneau de Salomon. De même, L'Anneau des Nibelungen réutilise aussi un anneau magique comme objet central du récit. Ce qui sera, par ailleurs, aussi réemployé dans Le Seigneur des anneaux.
Le « sceau de Salomon » n'est pas non plus en reste concernant les reprises dans des œuvres diverses au long des siècles jusqu'à nos jours.
En outre, plusieurs éléments pourraient avoir été repris du Testament de Salomon pour un mode du jeu vidéo Minecraft, le « minions mod ». En effet, le joueur peut invoquer des « serviteurs/larbins » (minions) afin de l'aider à construire, modeler le terrain et pour d'autres choses ; le site du jeu indique par exemple : « Après avoir obtenu suffisamment de XP pour faire quatre mauvaises actions, vous obtiendrez le Bâton du Maître [...] C'est à vous de choisir si vous êtes un maître cruel ou gentil ». Ici, l'anneau est remplacé par un bâton.

### Source primaire
Édition en grec ancien :
- Ferdinand Florens Fleck (éd.), Wissenschaftliche Reise durch das südliche Deutschland, Italien, Sicilien und Frankreich, vol. 3, Leipzig, Johann Ambrosius Barth, 1837, p. 111-140.

Traductions en anglais :
- Frederick Cornwallis Conybeare (trad.), « The Testament of Solomon », The Jewish Quarterly Review, 11, 1898, p. 1-45.
- Molly Whittaker (trad.), in Hedley Frederick Davis Sparks (éd.), The Apocryphal Old Testament, Oxford, Clarendon Press, 1984, p. 733-752.

Traductions en allemand :
- Friedrich August Bornemann (trad.), « Das Testament des Salomo, aus dem Griechischen übersetzt und mit Einleitung und Anmerkungen begleitet », Zeitschrift für die historische Theologie, 14, 1844, p. 9-56.
- Peter Busch (trad.), Das Testament Salomos : die älteste christliche Dämonologie, kommentiert und in deutscher Erstübersetzung, Berlin, Walter De Gruyter, 2006, 322 p.

### Littérature secondaire

#### Ouvrages
- Jean-Patrice Boudet, Entre science et « nigromance » : astrologie, divination et magie dans l'Occident médiéval (XII-XVe siècle), Paris, Publications de la Sorbonne, 2006, 624 p.
- Jan Nicolaas Bremmer et Jan Veenstra, The Metamorphosis of Magic from Late Antiquity to the Early Modern Period, Louvain, Peeters, 2002, 317 p.
- Owen Davies, Grimoires : A History of Magic Books, Oxford, Oxford University Press, 2009, 368 p.
- Allegra Iafrate, The Long Life of Magical Objects : A Study of the Solomonic Tradition, Penn State University Press, 2020, 248 p.
- Richard Kieckhefer, Magic in the Middle Ages, Cambridge, Cambridge University Press, 1989, 219 p.
- Claude Lecouteux, Histoire légendaire du roi Salomon, Paris, Imago, 2020, 269 p.
- Claude Lecouteux, Le livre des grimoires. De la magie au Moyen Age, Paris, Imago, 2002, 300 p.
- Jean-Michel Sallmann (dir.), Dictionnaire historique de la magie et des sciences occultes, Paris, Librairie générale française, 2006, 832 p.
- Jean Servier (dir.), Dictionnaire critique de l'ésotérisme, Paris, Presses universitaires de France, 1998, 1449 p.
- Pablo Antonio Torijano, Solomon the Esoteric King : from King to Magus, Development of a Tradition, Leyde, Brill, 2002, 333 p.
- Karel Van den Toorn et al. (éd.), Dictionary of Deities and Demons in the Bible, Leyde, Brill ; Grand Rapids, William Eerdmans, 1999, 960 p.
- Julien Véronèse, L’« Ars notoria » au Moyen Âge : introduction et édition critique, Florence, Société internationale pour l'étude du Moyen Âge latin : édition de Galluzzo, 2007, 309 p.

#### Articles
- Meir Bar-Ilan, « Pablo A. Torijano's Solomon the Esoteric King », Review of Rabbinic Judaism, 7, 2004, p. 247-255.
- Allegra Iafrate, « « Il demone nell’ampolla » : Solomon, Virgil, Aeolus,and the Long Metamorphosis of Rain Rituals andWind-Taming Practices », Revue de l'histoire des religions, 2017 p. 387-425.
- Jean-Marc Mandosio, « Problèmes et controverses à propos de quelques publications récentes sur la magie au Moyen Age », Aries, 7, 2007, p. 207-225.
- André Paul, « Livres dits de Salomon », Encyclopaedia Universalis, sans date.
- Shalev-Eyni Sarit, « Solomon, his Demons and Jongleurs : the Meeting of Islamic, Judaic and Christian Culture », Al-Masaq. Journal of the Medieval Mediterranean, 18, 2006, p. 145-160.